# Clytomyias
Clytomyias is een geslacht van zangvogels uit de familie elfjes (Maluridae).

## Soorten
Het geslacht kent de volgende soort:
- Clytomyias insignis – Roodkapelfje